# Cyril Soyer
Cyril Soyer, (* 30. říjen 1978 Tours, Francie) je bývalý reprezentant Francie v judu.
Patřil k silnému jádru francouzské reprezentace v prvních letech nového tisíciletí. V roce 2004 měl nejreálnější možnost startovat na olympijských hrách, ale nepodařilo se mu mistrovství Evropy a trenéři dali přednost mladšímu Darbelovi.

## Výsledky
| Turnaj             | 2001 | 2002 | 2003 | 2004 | 2005 | 2006 |
| ------------------ | ---- | ---- | ---- | ---- | ---- | ---- |
| Mistrovství světa  | dns  | -    | úč.  | -    | dns  | -    |
| Mistrovství Evropy | 2.   | dns  | dns  | úč.  | dns  | úč.  |